# Villa Patrizi (Roma)
Villa Patrizi è un complesso di edifici nel quartiere Nomentano, a Roma, che ospita le sedi della società Ferrovie dello Stato Italiane e del Ministero delle infrastrutture e dei trasporti.

## Storia

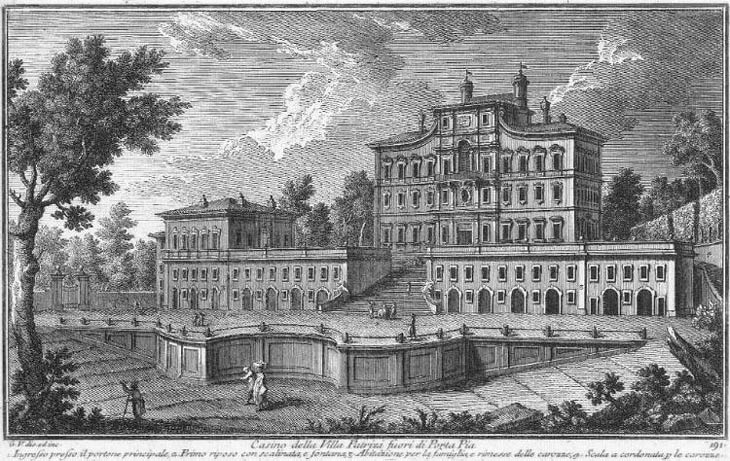
Casino della Villa Patrizi fuori di Porta Pia, incisione di Giuseppe Vasi (1761).

Originariamente era una villa fuori porta, costruita su progetto dell'architetto Sebastiano Cipriani in stile rococò, e apparteneva alla nobile famiglia dei Patrizi Naro Montoro; fu distrutta nel corso dei combattimenti del 1849 e il corpo centrale fu ricostruito nel decennio successivo; nel 1907 il marchese Filippo cedette l'immobile all'Amministrazione delle Ferrovie dello Stato.
L'immobile ha subito nel corso degli anni numerose trasformazioni e della costruzione originale non rimane nulla.

## Nella cultura di massa
Alcune immagini dell'interno dei cortili sono rimaste immortalate nel film del 1955 Destinazione Piovarolo. La sequenza che vede Villa Patrizi al centro dell'azione è quella del giorno della pubblicazione dei risultati del concorso per capostazione dove Totò, il protagonista, si aggiudica l'ultimo posto, con assegnazione alla sperduta (e immaginaria) località di Piovarolo.

## Utilizzo attuale
Villa Patrizi è facilmente raggiungibile con i mezzi pubblici ATAC, ma anche a piedi da via del Castro Pretorio, da porta Pia e dalla stazione di Roma Termini.
L'edificio non è visitabile al pubblico. 
Al suo interno ospita gli uffici della Fondazione FS Italiane dove sono presenti una biblioteca e una fototeca che testimoniano la storia e lo sviluppo delle ferrovie in Italia.
Infine sotto l'aspetto botanico è da registrare la presenza di un grande albero della canfora, tutt'altro che frequente a queste latitudini; vi sono inoltre delle magnifiche palme e chicas centenarie.

## Trasporti
Linee autobus